# Masters de Roma 1973
El Abierto de Italia 1973 fue la edición del 1973 del torneo de tenis Masters de Roma. El torneo masculino fue un evento del circuito ATP 1973 y se celebró desde el 2 de junio hasta el 8 de junio.  El torneo femenino fue un evento del circuito WTA 1973 y se celebró desde el 4 de junio hasta el 10 de junio.

## Campeones

### Individuales Masculino
Ilie Năstase vence a  Manuel Orantes, 6–1, 6–1, 6–1

### Individuales Femenino
Evonne Goolagong Cawley vence a  Chris Evert, 7–6, 6–0

### Dobles Masculino
John Newcombe /  Tom Okker vencen a  Ross Case /  Geoff Masters, 6–2, 6–3, 6–4

### Dobles Femenino
Olga Morozova /  Virginia Wade vencen a  Martina Navrátilová /  Renáta Tomanová, 3-6, 6-2, 7-5